# HMS P47
Pour les autres navires du même nom, voir HNLMS Dolfijn.
Le HMS P47 (pennant number : P47) est un sous-marin de la classe Umpire de la Royal Navy. Il a été construit en 1942 par Vickers-Armstrongs à Barrow-in-Furness (Angleterre).
Il a été transféré à la Marine royale néerlandaise avant son achèvement et rebaptisé HNLMS Dolfijn.

## Carrière

### Septembre 1942 - février 1943
Le Dolfijn a passé le temps entre septembre 1942 et janvier 1943 à effectuer des essais avec la 3e flottille, à Holy Loch. En janvier, Il est affecté à la 8e flottille, à Alger, et entre novembre et décembre 1943, à la 10e flottille, à Malte. Lors de sa première patrouille de guerre, il attaque un sous-marin allemand (U-Boot) non identifié jusqu'alors, mais l'a manqué. Le 9 février 1943, il torpille et coule le sous-marin italien de classe Perla: le Malachite près du cap Spartivento, en Sardaigne, en Italie. Il a ensuite coulé le navire marchand italien Egle, le patrouilleur auxiliaire italien V50 / Adalia, le voilier italien Stefano Galleano et quatre autres voiliers, dont le grec Hydrea et Theonie, ainsi que deux petits navires allemands.
Il a également endommagé les navires marchands italiens Humanitas et Sabia, et a lancé des attaques infructueuses contre les navires marchands allemands Oria et Leda (l'ancien Leopardi italien). L'attaque sur le Leda a été déjouée par le destroyer allemand TA14 qui l'escortait. Le Dolfijn a également torpillé l'épave du navire marchand français Dalny et a attaqué un petit convoi par des tirs d'artillerie, tirant 16 coups et touchant la barge Vidi à deux reprises. Le Dolfijn a été forcé d'interrompre l'action et de plonger en raison d'un tir de riposte rapide.

### Décembre 1943 - mai 1952
Entre décembre 1943 et mars 1944, le Dolfijn fait partie de la 1re Flottille, à Beyrouth. Il rentre finalement au Royaume-Uni avec des convois, et fut rééquipé à Dundee. 
Après la guerre, il est devenu un navire d'entraînement à Amsterdam entre 1947 et 1952. Il a été désarmé et nominalement rendu à la Royal Navy, mais a été démantelé à Krimpen aan den IJssel aux Pays-Bas en mai 1952.

## Commandants
- Luitenant ter zee 1re klasse (Lt.Cdr.) Henri Max Louis Frédéric Emile van Oostrom Soede du 23 septembre 1942 au 25 juillet 1944.
- Luitenant ter zee 1re klasse (Lt.Cdr.) Arie van Altena du 25 juillet 1944 au 21 août 1944.
- Luitenant ter zee 1re klasse (Lt.Cdr.) Jean Baptist Maria Joseph Maas du ? au ?